# كأس النرويج 1916
كأس النرويج 1916 (بالنرويجية: Norgesmesterskapet i fotball for menn 1916)‏ هو الموسم 15 من كأس النرويج. أشرف على تنظيمه اتحاد النرويج لكرة القدم، وكان عدد الأندية المشاركة فيه 14، وفاز فيه فريغ أوسلو ‏.